# Saison 5 d'Un village français
Chronologie
Saison 4 d'Un village français Saison 6 d'Un village français
Cet article présente le guide des épisodes de la cinquième saison de la série télévisée Un village français.

## Épisode 1:Travail obligatoire
- Numéros : 37 (5-01)
- Réalisation :
- Diffusion(s) : 
  -  France : 1er octobre 2013 sur France 3
- Audience(s) : 3,5 millions[1]
- Résumé : 23 septembre 1943 : L'instauration du STO contraint les jeunes français à partir en Allemagne. De nombreux réfractaires tentent d'y échapper, pourchassés par Marchetti. Raymond Schwartz tente d'éviter le départ au STO à son beau-frère (petit frère de sa nouvelle femme Joséphine), Antoine, 21 ans. Celui-ci se terre dans une maison abandonnée, où il rencontre un autre jeune homme, réfractaire au service du travail obligatoire, Claude. Lucienne et Jules, de leur côté, voient arriver à l'école Marguerite, une mystérieuse maîtresse de chant. De plus, la résistance communiste cherche à s'emparer d'armes, et s'organise.

## Épisode 2:Le jour des alliances
- Numéros : 38 (5-02)
- Diffusion(s) : 
  -  France : 1er octobre 2013 sur France 3
- Audience(s) : 3,5 millions[1]
- Résumé : 24 septembre 1943 : Antoine, Claude et de nombreux autres jeunes hommes se cachent désormais dans la forêt, pour échapper au STO. Ils forment un petit groupe, affamés et anxieux pour la suite. Les communistes Marcel, Max, Suzanne et Edmond ont attaqué un camion allemand transportant des armes et des munitions, perdant l'un d'entre eux, Julien, et tuant trois soldats ennemis. Kollwitz (chef de la Wehrmacht) accuse Heinrich Müller, chef du SD, de n'avoir pas mis en place un dispositif de sécurité suffisant. Müller, de plus en plus dépendant à la morphine qu'il peine à se procurer, ne croit plus à la victoire de l'Allemagne sur les USA et l'URSS.

## Épisode 3:Naissance d'un chef
- Numéros : 39 (5-03)
- Diffusion(s) : 
  -  France : 8 octobre 2013 sur France 3
- Audience(s) : 3,17 millions[2]
- Résumé : 25 septembre 1943 : Antoine (qui a "l'âme d'un chef", selon Schwartz) prend la direction du maquis de Villeneuve, sous la supervision de Marie, qui représente les MUR. Un des jeunes réfractaires, Alban, se montre hostile aux idéologies d'Antoine, et quitte le maquis. Jules et Lucienne, quant à eux, sondent la mystérieuse Marguerite, pour connaître ses opinions sur la Résistance. Les relations entre Heinrich Müller et Philippe Chassagne (maire collaborationniste de Villeneuve) s'aggravent. Chassagne a invité Müller et Hortense à déjeuner, afin de se le concilier. Mais agacé par les propos irréalistes de Chassagne sur la guerre, Müller lui plonge la tête dans le plat de purée. Ezéchiel Kohn, qui avait tiré sur Chassagne et qui n'a nulle part où aller, trouve refuge chez Daniel Larcher.

## Épisode 4:La répétition
- Numéros : 40 (5-04)
- Diffusion(s) : 
  -  France : 8 octobre 2013 sur France 3
- Audience(s) : 3,10 millions[2]
- Résumé : 25 octobre 1943 : Claude, passionné de théâtre, cherche à occuper et à remonter le moral des maquisards, en leur faisant jouer une pièce qu'il a lui même inventée : "Les remparts de Saragosse". La sœur d'Antoine, Joséphine, cherche à avoir de ses nouvelles en s'aventurant dans la forêt où il se cache, tandis qu'Hortense recherche encore de la morphine pour son amant Heinrich. Le maire Chassagne veut anéantir les réfractaires au STO tandis que le commissaire Marchetti estime qu'ils sont sans armes et ne constituent donc pas une menace prioritaire. Chassagne fait pression sur Marchetti pour que celui-ci localise le groupe dirigé par Antoine, et les écrase. Pour cela, il le menace de "refiler sa petite Juive aux boches" (Rita De Witte) et son fils, en les faisant expulser de Suisse où Marchetti l'a mis à l'abri.

## Épisode 5:L'arrestation
- Numéros : 41 (5-05)
- Diffusion(s) : 
  -  France : 15 octobre 2013 sur France 3
- Audience(s) :  3,40 millions[3]
- Résumé : 26 octobre 1943 : Marchetti, pour localiser le maquis d'Antoine, arrête sa soeur Joséphine, puis fait pression sur son mari Schwarz, obtient l'identité d'Anselme, paysan qui fait la liaison avec Antoine. Marchetti torture Anselme devant Joséphine. Pour ne rien trahir, elle se jette par la fenêtre et meurt. Suzanne et Marcel, militants communistes, se disputent au sujet de leur avenir après la guerre, alors qu'ils sont en mission pour prévenir un de leurs camarades qu'un contact a été arrêté. Puis, dans la brasserie où ils attendent leur contact, Suzanne écrit une lettre de rupture à Marcel en le nommant. Marcel est arrêté lors d'un contrôle d'identité. Le milicien Blanchon qui l'interroge soupçonne des faux papiers et découvre sa véritable identité grâce à cette lettre. Marcel est emprisonné et torturé.

## Épisode 6:Le déménagement
- Numéros : 42 (5-06)
- Diffusion(s) : 
  -  France : 15 octobre 2013 sur France 3
- Audience(s) : 3,40 millions[3]
- Résumé : 27 octobre 1943 : Le communiste Marcel Larcher, le fermier en contact étroit avec le maquis d'Antoine, Anselme et Raoul, le fils de Marie, sont emprisonnés tous les trois dans la même cellule. Suzanne, après avoir été lâchée par ses compagnons de lutte Edmond et Max qui ne veulent rien tenter, prend contact avec les gaullistes Jules et Marie, pour essayer de faire évader les trois prisonniers. Le maquis d'Antoine s'organise pour déménager : les jeunes hommes ont une longue marche qui les attend, jusqu'à la source de Ribeaucourt. Chassagne fait chanter Hortense : il veut profiter d'elle et la payer ensuite avec de la morphine pour Heinrich.

## Épisode 7:La livraison
- Numéros : 43 (5-07)
- Diffusion(s) :
  -  France : 22 octobre 2013 sur France 3
- Audience(s) : 3,10 millions[4]
- Résumé : 8 novembre 1943 : Suzanne prend contact avec le maquis, pour essayer de faire libérer les Résistants ensemble. Antoine et elle tentent donc de mettre au point un plan d'évasion, et comprennent vite qu'ils auront besoin de l'aide de Raymond. Antoine vient donc voir celui-ci, afin de lui demander qu'il les accompagne à la Kommandantur. Le plan est seulement de glisser discrètement une arme dans la poche d'un des prisonniers, pour qu'il s'en serve plus tard. Cela paraît faisable à Schwartz, qui accepte alors la mission. Heinrich et Hortense se disputent au sujet de la source de la morphine. Marchetti subit les conséquences de ses échecs professionnels. Une fois à la Kommandantur, Antoine et Raymond se rendent compte qu'Anselme et ses compagnons n'ont pas de poche ; c'est la panique !!!

## Épisode 8:Les trois coups
- Numéros : 44 (5-08)
- Diffusion(s) :
  -  France : 22 octobre 2013 sur France 3
- Audience(s) : 3,10 millions[4]
- Résumé : 9 novembre 1943 : À la Kommandantur, Antoine improvise, abat le commandant et les gardes. La mission est un demi succès. Antoine et Schwarz s'échappent avec Anselme et Raoul, mais Marcel est resté aux griffes de ses bourreaux, ce qui anéantit Suzanne, qui comprend que c'est finit pour Marcel. Il est torturé par Müller puis par Schneider, qui cherchent à savoir l'auteur du plan d'évasion, alors qu'il n'en sait strictement rien. Raymond Schwarz, contraint par les événements de se réfugier au maquis d'Antoine, propose de le financer en vendant sa scierie à son ex-épouse. Celle-ci, consciente que l'Allemagne va perdre la guerre et qu'il faut ménager les deux bords, accepte à condition que l'argent soit considéré comme une contribution financière à la Résistance. Lucienne découvre le secret de Marguerite : la maîtresse de chant est homosexuelle, et garde une photo d'une femme sous son oreiller. Le médecin Daniel Larcher est arrêté à son tour par le milicien Janvier, pour avoir hébergé des juifs. Sarah et Ezéchiel sont également embarqués par la milice, et Gustave et Tequiero se retrouvent seuls. Les chefs locaux de la Résistance se concertent sur la manière de célébrer le 11 novembre.

## Épisode 9:Un acte de naissance
- Numéros : 45 (5-09)
- Diffusion(s) : 
  -  France : 29 octobre 2013 sur France 3
- Audience(s) : 3,12 millions[5]
- Résumé : 10 novembre 1943 : Antoine, Anselme et Raymond préparent une opération spectaculaire pour le 11 novembre, un défilé des maquisards en armes jusqu'au monument commémorant le 11 novembre, malgré la désapprobation de Marie, qui craint la future répression pour le village. Daniel Larcher retrouve son frère Marcel en prison ; il est torturé à plusieurs reprises par Schneider, mais ne révèle pas la localisation du maquis Antoine. Il est libéré sur l'ordre de Müller, qui veut se réconcilier avec Hortense et le présente comme un agent secret du SD. Daniel meurtri retrouve chez lui Hortense, Gustave et Te Quiero. L'opération prévue par Antoine nécessite la neutralisation des communications allemandes par radio, mais en l'absence de Jules Bériot, la mission est confiée à Marguerite qui tente d'obtenir l'aide de Lucienne.

## Épisode 10:L'Alsace et la Lorraine
- Numéros : 46 (5-10)
- Diffusion(s) : 
  -  France : 29 octobre 2013 sur France 3
- Audience(s) : 3,12 millions[5]
- Résumé : 11 novembre 1943 : Heinrich Müller, Chassagne et Marchetti sont sur les dents, décidés à empêcher toute commémoration de la victoire de 1918. Le maquis, lui, est pourtant fin prêt à investir Villeneuve, mais tout repose sur Lucienne et Marguerite, qui doivent saboter la radio militaire. Cet épisode s'inspire largement de faits réels survenus lors du défilé du 11 novembre 1943 à Oyonnax. La commémoration a finalement lieu, et conduit à une grande fête joyeuse. La Marseillaise retentit dans tout le village ; Marcel Larcher, du fond de sa cellule, entend cet air patriote, qui lui redonne un petit sourire, et surtout espoir en la suite pour ses compagnons de lutte.

## Épisode 11:Le jour d'après
Numéros : 47 (5-11)
- Diffusion(s) : 
  -  France : 5 novembre 2013 sur France 3
- Audience(s) : 3,2 millions[6]
- Résumé : 12 novembre 1943 : La commémoration et le défilé de la veille est un succès dont les échos atteignent  Paris, Berlin et Londres, mais la répression s'intensifie, et les habitants de Villeneuve doivent maintenant faire face à la répression allemande : la Kommandantur fait arrêter les parents des réfractaires au STO pour les déporter. Pour trouver des responsables, Chassagne brutalise les habitants qui ont assisté au défilé, en vain. Plus subtil, Marchetti interroge Lucienne et Marguerite, qu'il soupçonne d'avoir participé au sabotage de la radio militaire allemande, basée à l'école. De son côté, Mûller enquête sur la complicité d'un policier du commissariat. Pressé par l'exigence de trouver un coupable, Müller fait arrêter Chassagne, responsable officiel de la police française, pour le faire fusiller. À force de pressions psychologiques et de menaces, Marchetti obtient de Marguerite le lieu du maquis Antoine.

## Épisode 12:Un sens au monde
- Numéros : 48 (5-12)
- Diffusion(s) : 
  -  France : 5 novembre 2013 sur France 3
- Audience(s) : 3,3 millions[6]
- Résumé : 13 novembre 1943 : Philippe Chassagne, maire de Villeneuve pourtant collaborateur notoire, est fusillé par ordre de Müller. Marcel Larcher est fusillé avec lui, pour ses actes de résistance communiste. Müller assiste à l'exécution, et rapporte à Gustave, fils de Marcel, un mot d'adieu écrit par son père. Les maquisards qui se replient sont encerclés par la police française, bientôt relayée par l'armée allemande sur l'ordre du sous-préfet Servier et contre l'avis de Marchetti. Anselme et Antoine profitent de ce délai inespéré pour fuir en escaladant une falaise, puis en hissant un par un par une longue corde leurs compagnons. Mais, quatre hommes n'ont pas le temps de monter, dont Claude et Thierry, car les troupes allemandes arrivent déjà. Se pose alors pour Antoine un dilemme : les abandonner à leur sort pour sauver le reste du maquis, ou continuer à tenir la corde et tenter de sauver ses derniers compagnons. Finalement, il s'échappe au dernier moment devant l'avancée ennemie. Marguerite, qui a trahi son réseau en donnant la cachette du maquis, se fait tuer à l'école par un résistant, Vernet. La fin de cet épisode s'inspire notamment de faits réels survenus lors du massacre du bois du Thouraud, puisqu'une grande explosion clôt cette saison, provoquant probablement la mort des réfractaires retournés au camp du maquis : Claude et Thierry, et deux autres.